# Scuola nazionale superiore d'arte di Nancy

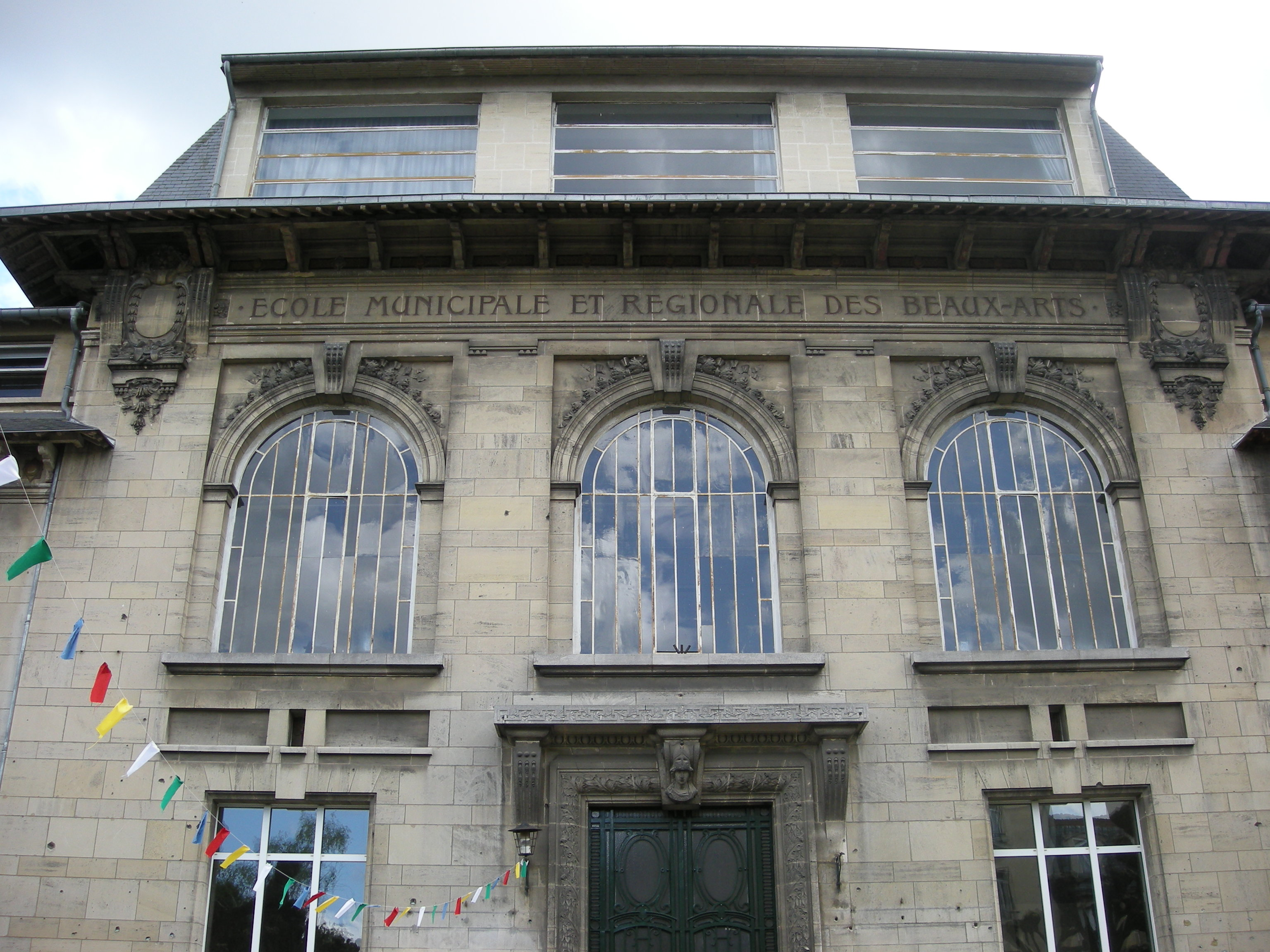
Edificio sede della Scuola nazionale superiore d'arte di Nancy, costruito nel 1909 da René Patouillard-Demoriane.

La scuola nazionale superiore d'arte di Nancy è una scuola d'arte fondata a Nancy nella seconda metà del XIX secolo con il nome di  École des beaux-arts de Nancy, a sua volta una filiazione de l'école de peinture et de dessin de Nancy che derivava dall'Académie de peinture et de sculpture creata nel 1702 dal duca Leopoldo di Lorena.
Si inserisce nella continuità del movimento artistico giunto ai posteri con il nome di scuola di Nancy. Dal 1º gennaio 2003 la scuola ha lo status di ente pubblico nazionale amministrativo sotto la supervisione del Ministero della Cultura e della Comunicazione. Partecipa al progetto Artem.